# Acme (Michigan)

Ligging van Acme

Acme is een kleine township in de Grand Traverse County in de Amerikaanse staat Michigan.

## Geschiedenis
Acme werd in 1864 gesticht door L.D. Hoxie uit Saratoga County, die een stuk land kocht en zich er vestigde. Zijn zoon Albertus had het eerste postkantoortje in Acme. Het postkantoor sloot in 1933 maar werd in 1952 heropend. 
Acme is 66 ha groot en ligt aan de Grand Traversebaai die deel uitmaakt van Lake Michigan. Er wonen ongeveer 4000 mensen. 

## Recreatie
In Acme bevindt zich het Grand Traverse Resort & Spa, dat over drie hotels en drie golfbanen beschikt: 
- 1979: de eerste golfbaan, de Spruce Run, werd door William Newcomb aangelegd;
- 1985: de tweede golfbaan, The Bear, werd aangelegd door Jack Nicklaus;
- 1999: de derde golfbaan, The Wolverine, werd door Gary Player aangelegd.